# JAB Anstoetz
Die Unternehmensgruppe JAB Anstoetz ist ein Textilverlag mit Firmensitz in Bielefeld in Nordrhein-Westfalen. 

## Geschichte
Die Gesellschaft JAB Anstoetz, das Akronym steht für Josef Anstoetz Bielefeld, geht auf die Gründung eines Großhandels für Dekorations- und Möbelstoffe im Jahr 1946 durch Josef Anstoetz zurück und wurde nach und nach um verschiedene Geschäftsfelder, wie zum Beispiel 1956 durch die Polstermöbelfabrik BW Bielefelder Werkstätten erweitert.
1979 gründete Heinz Anstoetz in Gedenken an seinen Vater die Matthias Anstoetz Stiftung, die sich unter anderem um blinde indische Waisenmädchen kümmert.
1985 begann Ralph Anstoetz, der Sohn von Heinz Anstoetz, für die JAB Anstoetz KG zu arbeiten. Die Belegschaft belief sich zu diesem Zeitpunkt auf 935 Mitarbeiter und Mitarbeiterinnen. Seine beiden Brüder Claus und Stephan beteiligen sich nachfolgend ebenfalls an der Leitung des Unternehmens. Heinz Anstoetz starb 1998.
Im Jahr 2010 wurden der Sportfilialist Golfhouse und 2012 die Möbelmarke Hans Kaufeld übernommen. Im Jahr 2014 belief sich der Umsatz auf 270 Millionen Euro bei 1300 Beschäftigten.
Zurzeit wird das Unternehmen von Stephan und Claus Anstoetz in der dritten Generation sowie Chris-Jacob Schminnes geleitet.

## Produkte
Die Produktpalette des Unternehmens umfasst die Bereiche Wohntextilien, Bodenbeläge, Polstermöbel und Accessoires mit nationalen und internationalen Marken sowie die Möbellinien BW Bielefelder Werkstätten und ipdesign.

## Sponsoring
Das Unternehmen ist aktuell (Stand 2023) Sponsoringpartner bei Arminia Bielefeld.